# SECIS-element
I biologi er et SECIS-element (SECIS: selenocystein indsætningssekvens) et cis-regulerende RNA-element på omkring 60 nukleotider i længde, der former en stem-loop-struktur. Dette strukturelle motiv (mønster af nukleotider) dirigerer ribosomerne i cellen til at translatere UGA-codons som selenocysteiner. (UGA er normalt et stop-codon.) SECIS-elementer er således et fundamentalt aspekt af selenoproteiner, som er proteiner, der indeholder en eller flere selenocysteinrester.
I bakterier er SECIS-elementet placeret lige efter det UGA-codon det ændrer. I archaea og eukaryoter forekommer det i 3'-UTR af et mRNA og kan forårsage at flere UGA-codons i mRNA'et koder for selenocystein. Et archaeask SECIS-element i Methanococcus er placeret i 5'-UTR.
SECIS-elementet er defineret ved sekvenskarakteristika, hvilket omfatter at specifikke nukleotider har tendens til at være på specifikke positioner i det, og karakteristisk sekundærstruktur. Sekundærstrukturen er et resultat af baseparring af komplementære RNA-nukleotider og har form af en hårnålelignende struktur. Det eukaryote SECIS-element inkluderer ikke-kanoniske A-G-basepar, som er sjældne i naturen, men er af kritisk vigtighed for korrekt funktion af SECIS-elementet. Selvom eukaryote, archaeiske og bakterielle SECIS-element alle har den generelle hårnålestruktur er de ikke ensdannede; et skema til at genkende eukaryote SECIS-elementer vil altså ikke være i stand til at genkende archaeiske SECIS-elementer.
I bioinformatik er flere computerprogrammer blevet lavet til at søge efter SECIS-elementer i en genomsekvens baseret på sekvensen og karakteristikaene for sekundærstrukturen af SECIS-elementet. Disse programmer er blevet brugt i eftersøgningen af nye selenoproteiner.